# Rezerwat przyrody Luitemaa
Rezerwat przyrody Luitemaa (est. Luitemaa looduskaitseala) – obszar chroniony o powierzchni 11 301,3 ha znajdujący się w południowo-zachodniej Estonii, w granicach gmin Häädemeeste i Saarde w prowincji Parnawa, na wybrzeżu Zatoki Parnawskiej będącej częścią Zatoki Ryskiej.
Rezerwat Luitemaa od 2003 roku jest ostoją ptaków IBA organizacji BirdLife International, w 2004 roku na jego terenie wyznaczono obszar sieci Natura 2000, natomiast od 2010 roku stanowi obszar wodno-błotny o znaczeniu międzynarodowym konwencji ramsarskiej.

## Położenie
Rezerwat znajduje się na terenie alevikud Võiste i Häädemeeste oraz wsi Leina, Papisilla, Piirumi, Pulgoja, Rannametsa, Sooküla, Soometsa i Võidu położonych w gminie Häädemeeste oraz wsi Ilvese w gminie Saarde w prowincji Parnawa, w południowo-zachodniej Estonii. Jego powierzchnia wynosi 11 301,3 ha, z czego 8 722,5 ha znajduje się na lądzie, natomiast 2 634,1 ha stanowią wody morskie.

## Charakterystyka

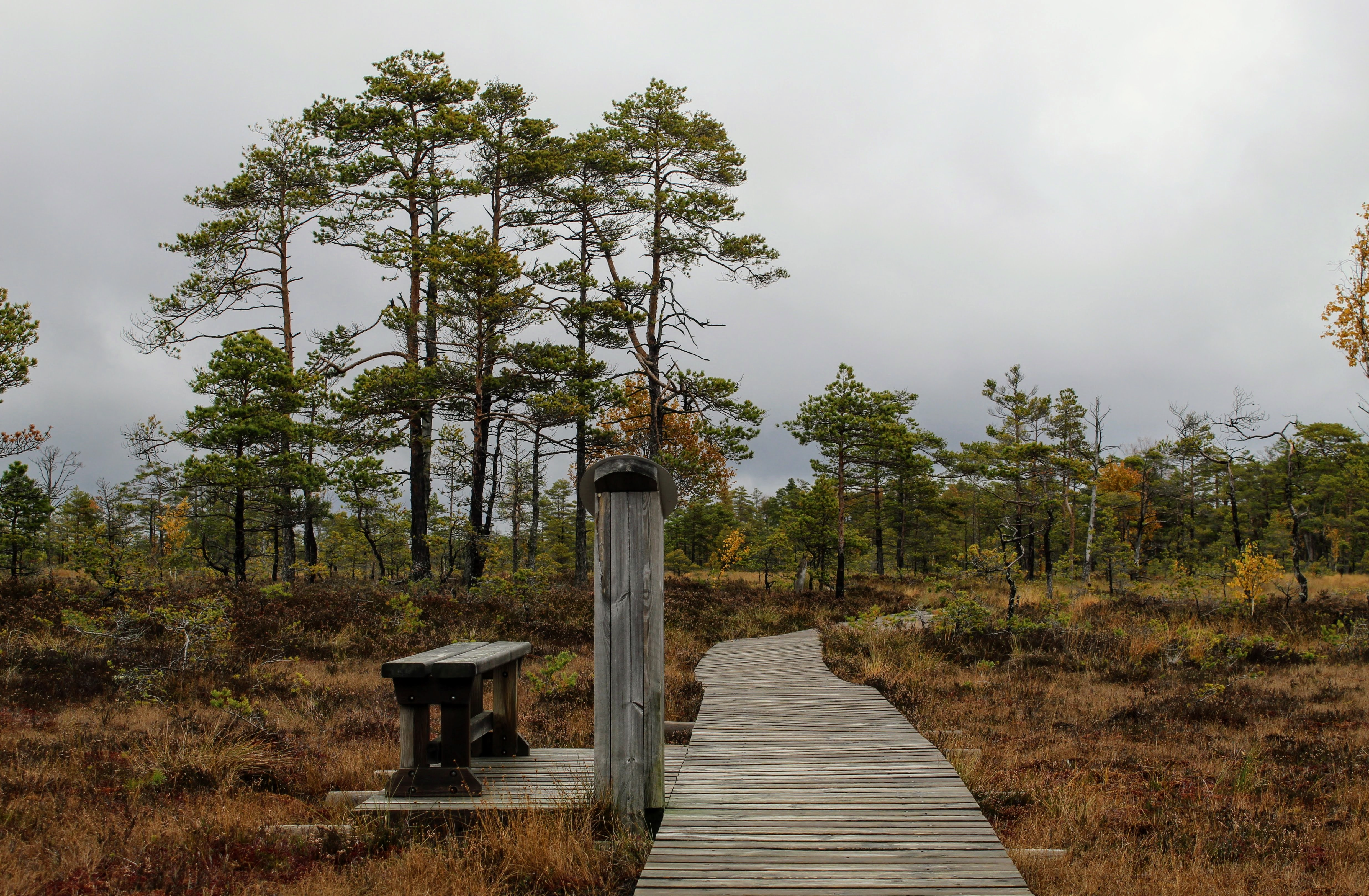
Ścieżka przyrodniczo-dydaktyczna prowadząca przez torfowisko Tolkuse (2019)

Krajobraz rezerwatu Luitemaa jest zróżnicowany i obejmuje płytkie wybrzeże Morza Bałtyckiego z licznymi małymi zatokami, przylądkami i wysepkami, porośnięte przybrzeżnymi łąkami o powierzchni ok. 600 ha. Oprócz tego występują tu zbiorowiska bagienne i leśne oraz kompleks wydm Rannametsa pochodzących z okresu Morza Litorynowego (sprzed 5 tys. lat), oddalonych nieco od współczesnego brzegu morskiego. Na terenie rezerwatu znajdują się najwyższe wydmy na obszarze Estonii – Tornimägi (34 m n.p.m.) oraz Tõotusemägi (40 m n.p.m.). We wschodniej części rezerwatu rozciąga się obszar starszych śródlądowych wydm Soometsa z okresu Jeziora Ancylusowego (ok. 9–9,5 tys. lat temu) porośnięty mieszanymi lasami świerkowo-sosnowymi.
W rezerwacie znajdują się również dwa obszary bagienne: torfowisko Maarjapeakse o powierzchni 1600 ha oraz torfowisko Tolkuse o powierzchni 5500 ha. Pierwsze z nich powstało w wyniku procesu zabagnienia na podłożu gliniastym, drugie liczy ok. 8 tys. lat i stanowi dawną lagunę pomiędzy dwoma wałami nadmorskich wydm. Miąższość torfu na bagnie Tolkuse wynosi ok. 5 m, a jego roczny przyrost to 1,6–1,9 mm.
W rezerwacie przyrody wytyczona została ścieżka przyrodniczo-dydaktyczna, która jest jedną z najczęściej odwiedzanych w Estonii.

### Siedliska
Na terenie rezerwatu występuje aż 28 objętych ochroną siedlisk wymienionych w Załączniku I dyrektywy siedliskowej, w tym 11 siedlisk priorytetowych – laguny przybrzeżne (1150*), przybrzeżne łąki północnego Bałtyku (1630*), nadmorskie wydmy szare (2130*), łąki Fennoskandii częściowo porośnięte lasem (6530*), torfowiska wysokie z roślinnością torfotwórczą (7110*), zachodnia tajga (9010*), hemiborealne naturalne starodrzewia liściaste bogate w epifity (9020*), bagienne liściaste lasy Fennoskandii (9080*), jaworzyny i lasy klonowo-lipowe na stokach i zboczach (9180*), bory i lasy bagienne (91D0*) oraz łęgi wierzbowe, topolowe, olszowe i jesionowe (91E0*).

### Flora

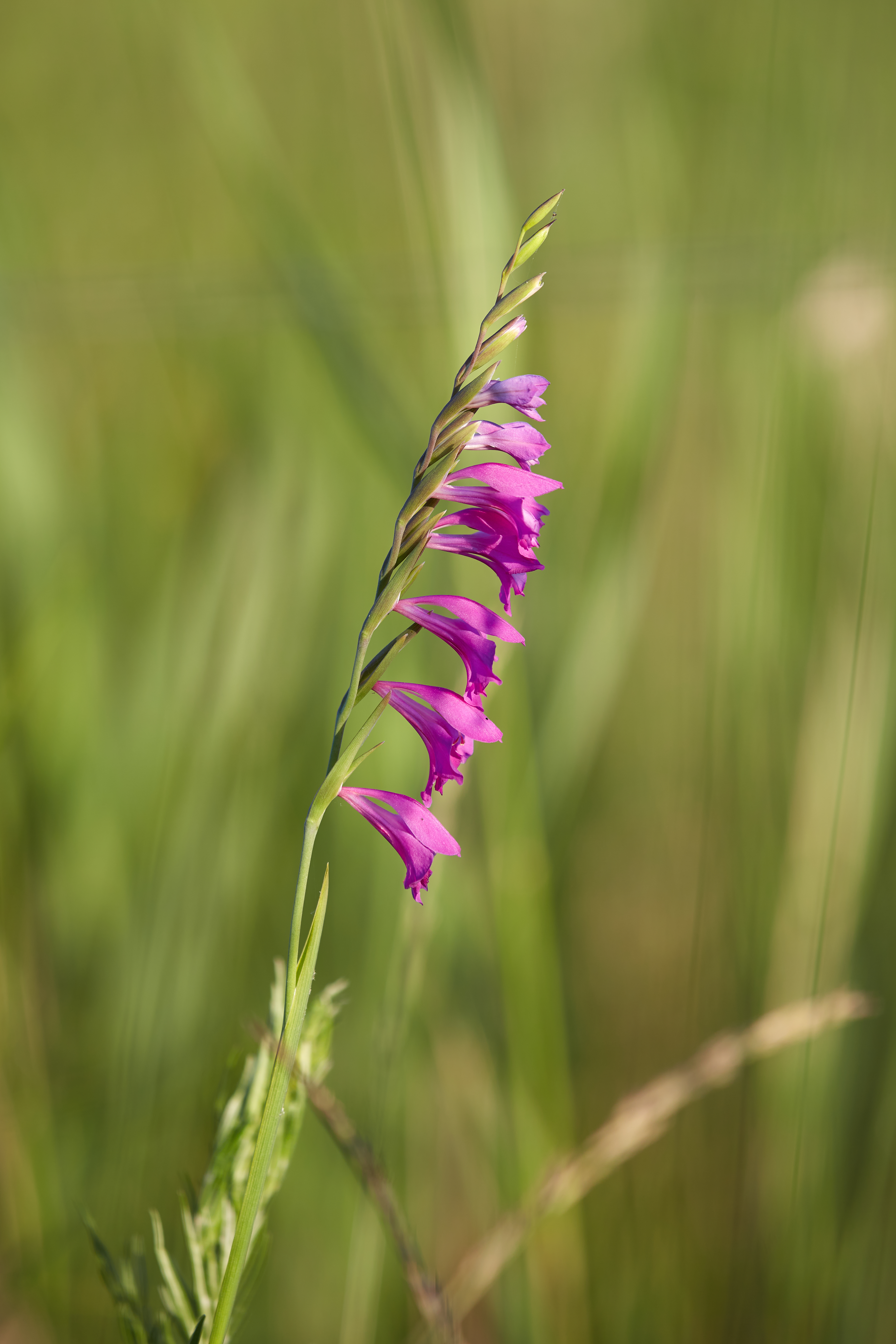
Mieczyk dachówkowaty na terenie rezerwatu (2020)

W rezerwacie występuje ok. 500 gatunków roślin naczyniowych, z czego połowa na podmokłych łąkach przybrzeżnych. W pobliżu Häädemeeste znajduje się jedno z największych stanowisk mieczyka dachówkowatego (Gladiolus imbricatus) w Europie oraz jedno z dwóch znanych w Estonii (obok wapiennych klifów w północnej części tego kraju) stanowisko miesiącznicy trwałej (Lunaria rediviva). Rosną tu również starodub łąkowy (Angelica palustris) oraz gatunki chronione – rutewka wąskolistna (Thalictrum lucidum), rzepik szczeciniasty (Agrimonia pilosa), podkolan biały (Platanthera bifolia) oraz kukułka bałtycka (Dactylorhiza baltica), krwista (D. incarnata) i plamista (D. maculata).

### Fauna
W Luitemaa występuje 185 gatunków ptaków, z czego 65 to ptaki gniazdujące. W okresie migracji zatrzymuje się tu ponad 20 tys. osobników ptactwa wodnego rozmaitych gatunków, w tym m.in. łabędzie czarnodziobe czy bernikle białolice. Tereny podmokłe ze względu na swoją różnorodność biologiczną rokrocznie zamieszkiwane są przez blisko 65 tys. osobników, w tym narażone na wyginięcie perkozy rogate i gęsi małe oraz bliskie zagrożenia dubelty. Na wybrzeżu występują też m.in. łabędź krzykliwy, świstun, kaczka krzyżówka, szlamnik, łęczak, gągoł, bielaczek i bielik. Przybrzeżne łąki zamieszkuje batalion, biegus zmienny, rycyk i krwawodziób, a w okresie migracji zaobserwowano tu ponad 15 tys. osobników bernikli białolicej oraz 3 tys. osobników gęsi zbożowej i gęsi białoczelnej. Z płazów pospolicie występuje ropucha paskówka.
Wydmy oraz porastające je lasy są siedliskiem jaszczurki zwinki oraz ptaków takich jak lelek, lerka, puchacz, dzięcioł czarny i głuszec, nad ciekami wodnymi występuje zimorodek, zaś koło Võiste znajduje się największa na terenie kraju kolonia czapli siwej. Na torfowiskach gniazdują z kolei żurawie, cietrzewie, srokosze, kuliki mniejsze i siewki złote.
Rezerwat jest też miejscem występowania innych gatunków zwierząt, wpisanych do Załącznika II dyrektywy siedliskowej – wydry europejskiej, kozy pospolitej, minoga rzecznego i łososia szlachetnego.

## Historia
W swoim obecnym kształcie rezerwat został utworzony 26 października 2006 roku na bazie rezerwatu przyrody Rannametsa-Soometsa (est. Rannametsa-Soometsa looduskaitseala) o powierzchni 9865 ha, założonego w 2000 roku. Część obszarów tworzących rezerwat Luitemaa chroniona była jednak już wcześniej; w styczniu 1939 roku ochroną postanowiono objąć stanowiska rzadkiej miesiącznicy trwałej, natomiast w 1964 roku pod ochroną znalazły się wydmy Rannametsa oraz torfowisko Tolkuse.

## Galeria

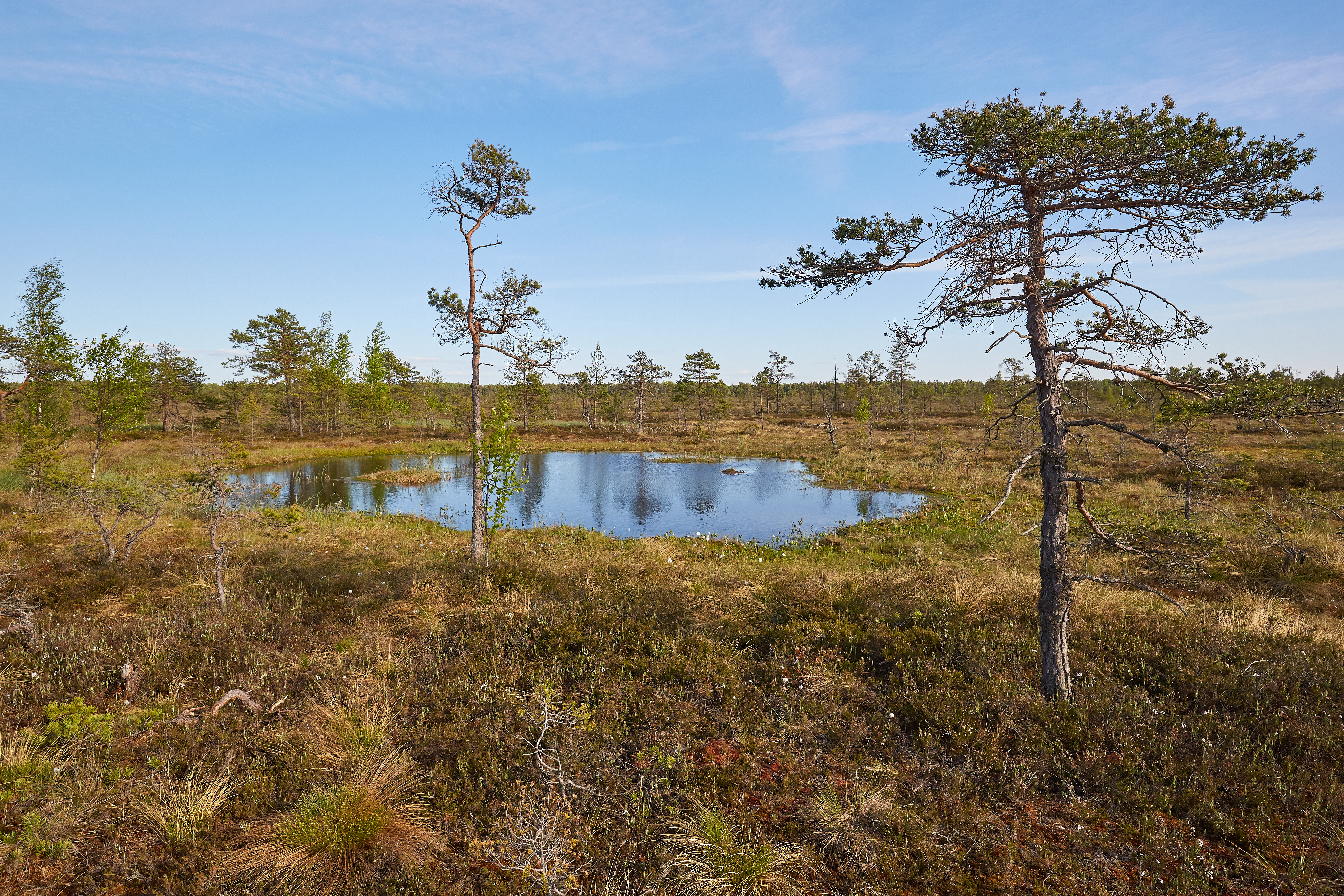
Torfowisko Tolkuse na terenie rezerwatu (2018)
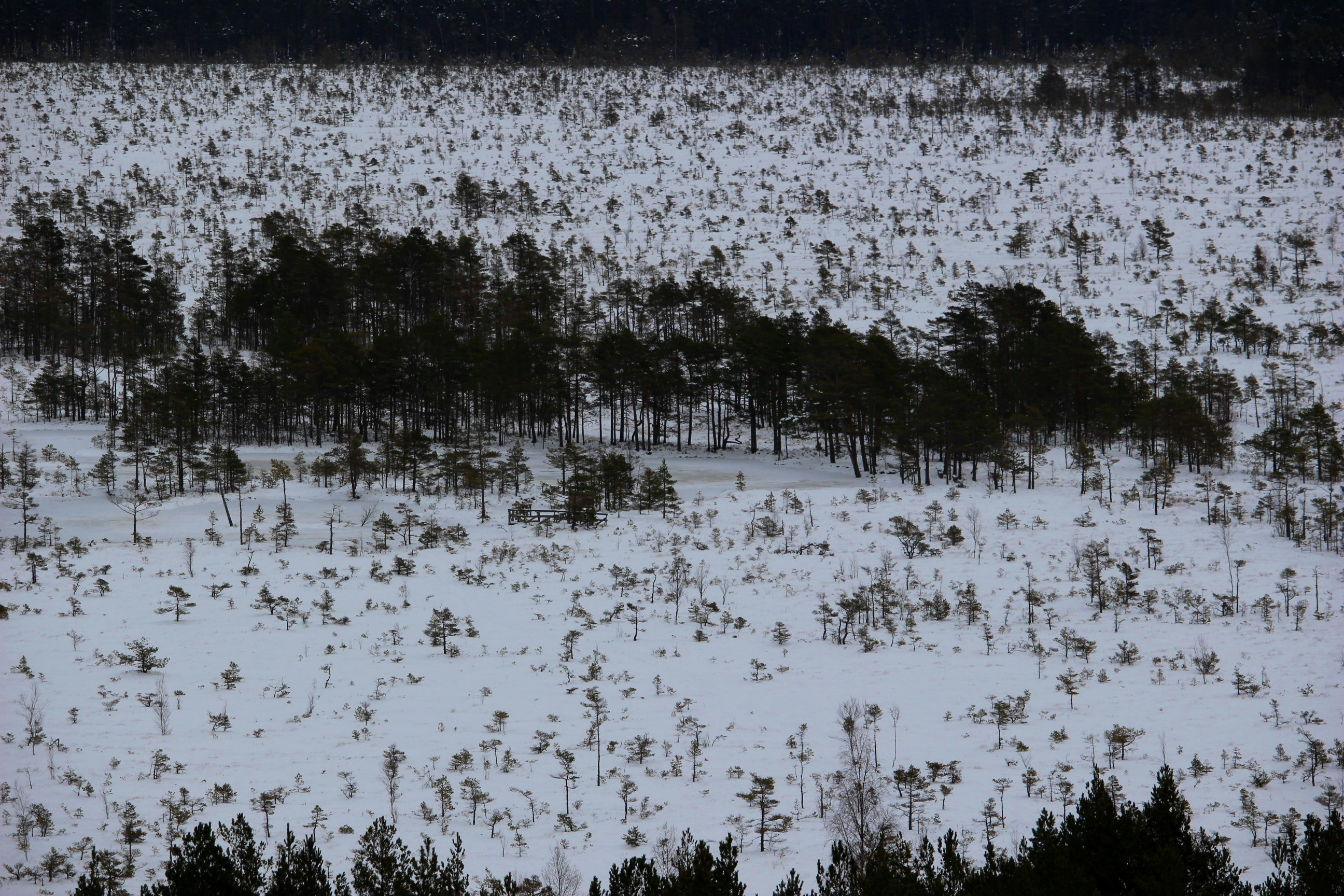
Torfowisko Tolkuse zimą (2016)
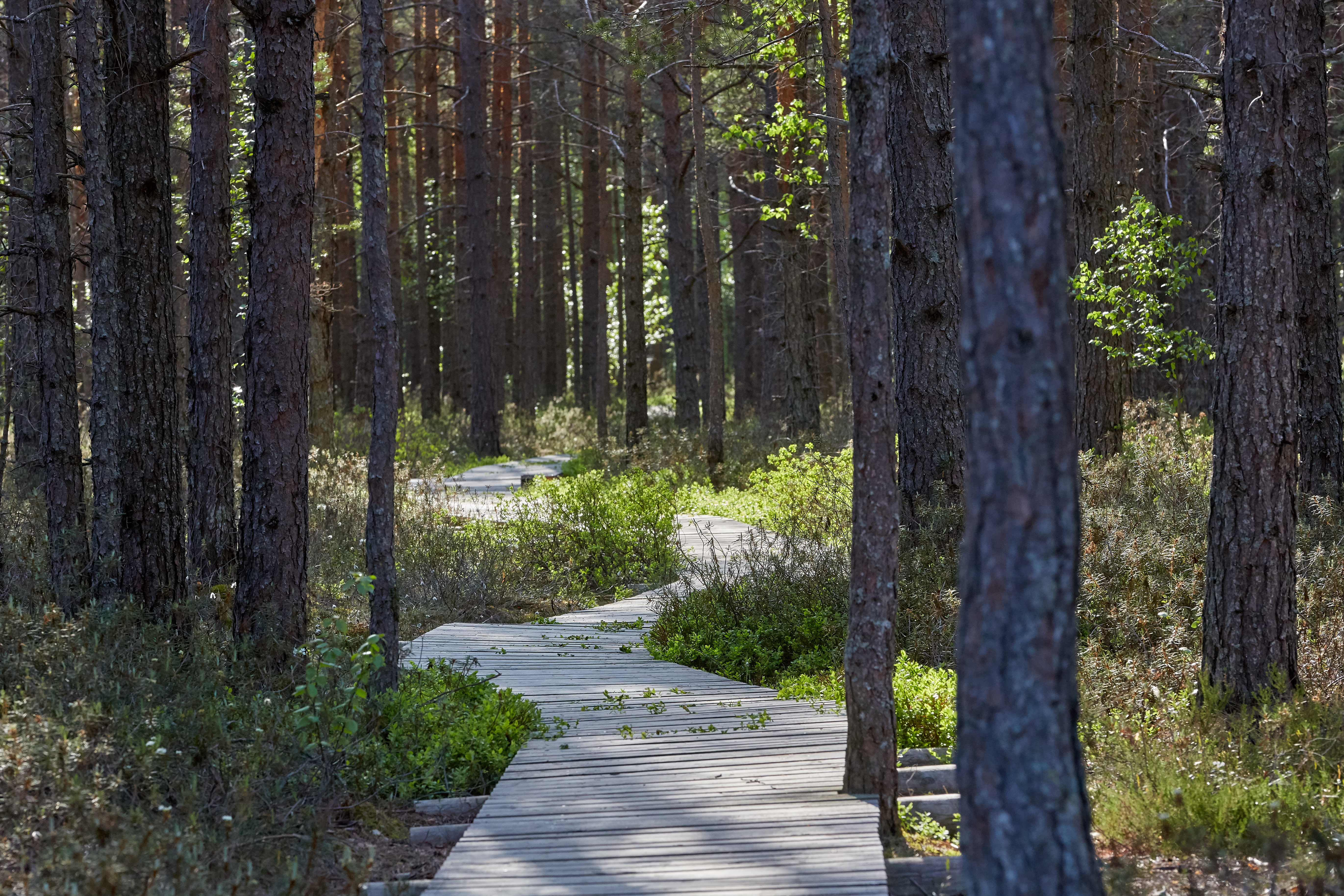
Ścieżka przyrodniczo-dydaktyczna przez las (2018)
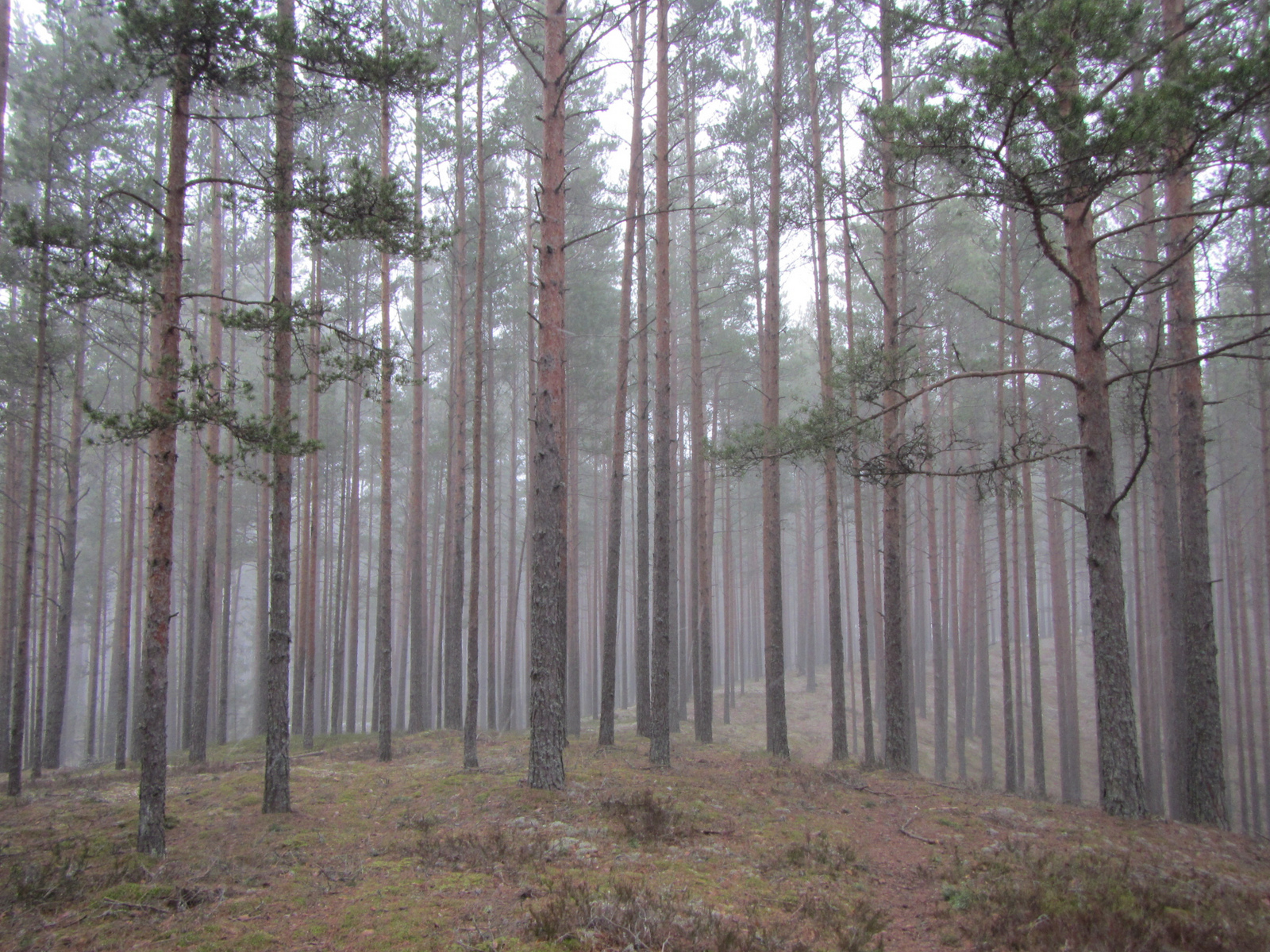
Las na terenie rezerwatu w połowie marca (2016)
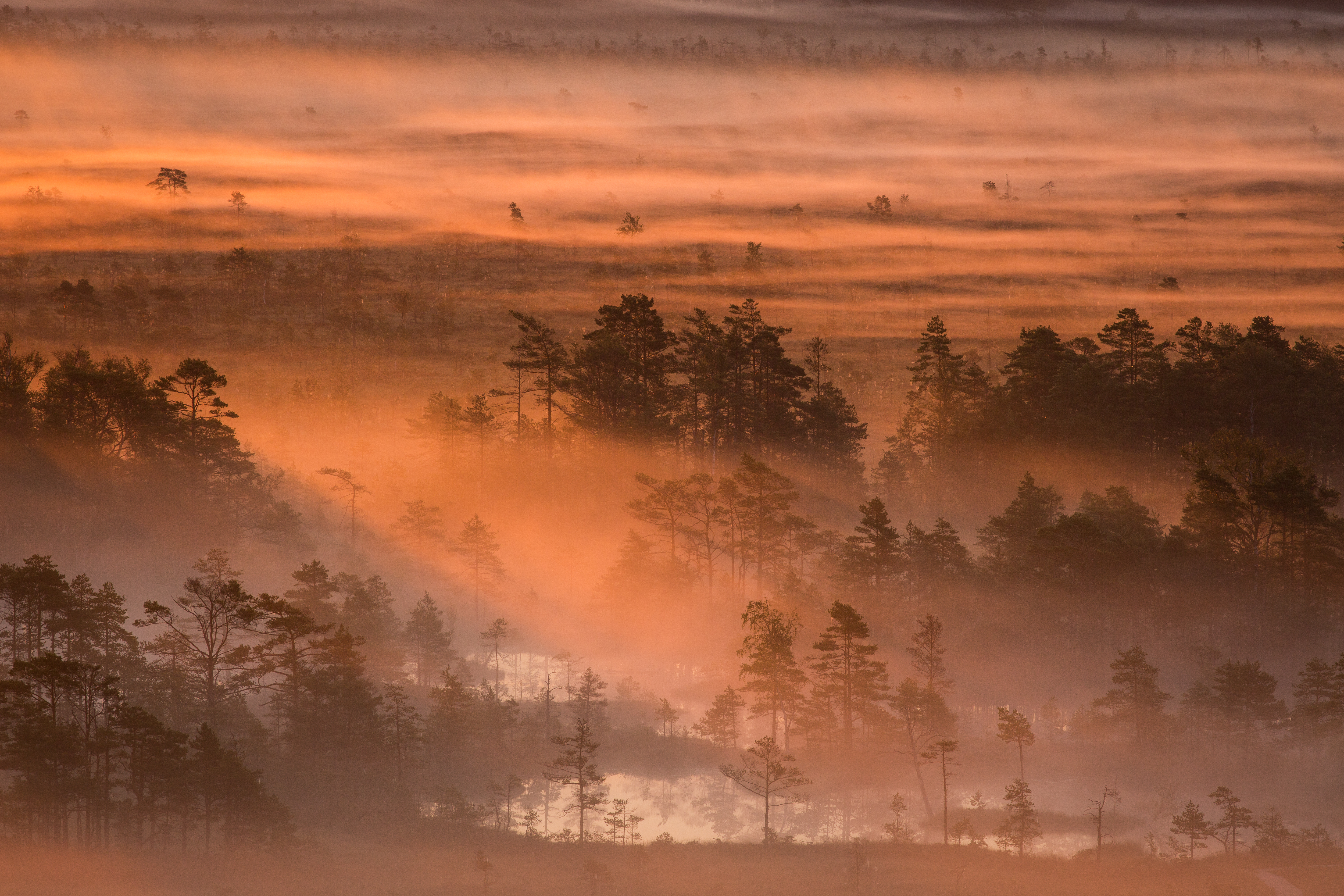
Wrześniowy poranek na bagnach Tolkuse (2014)
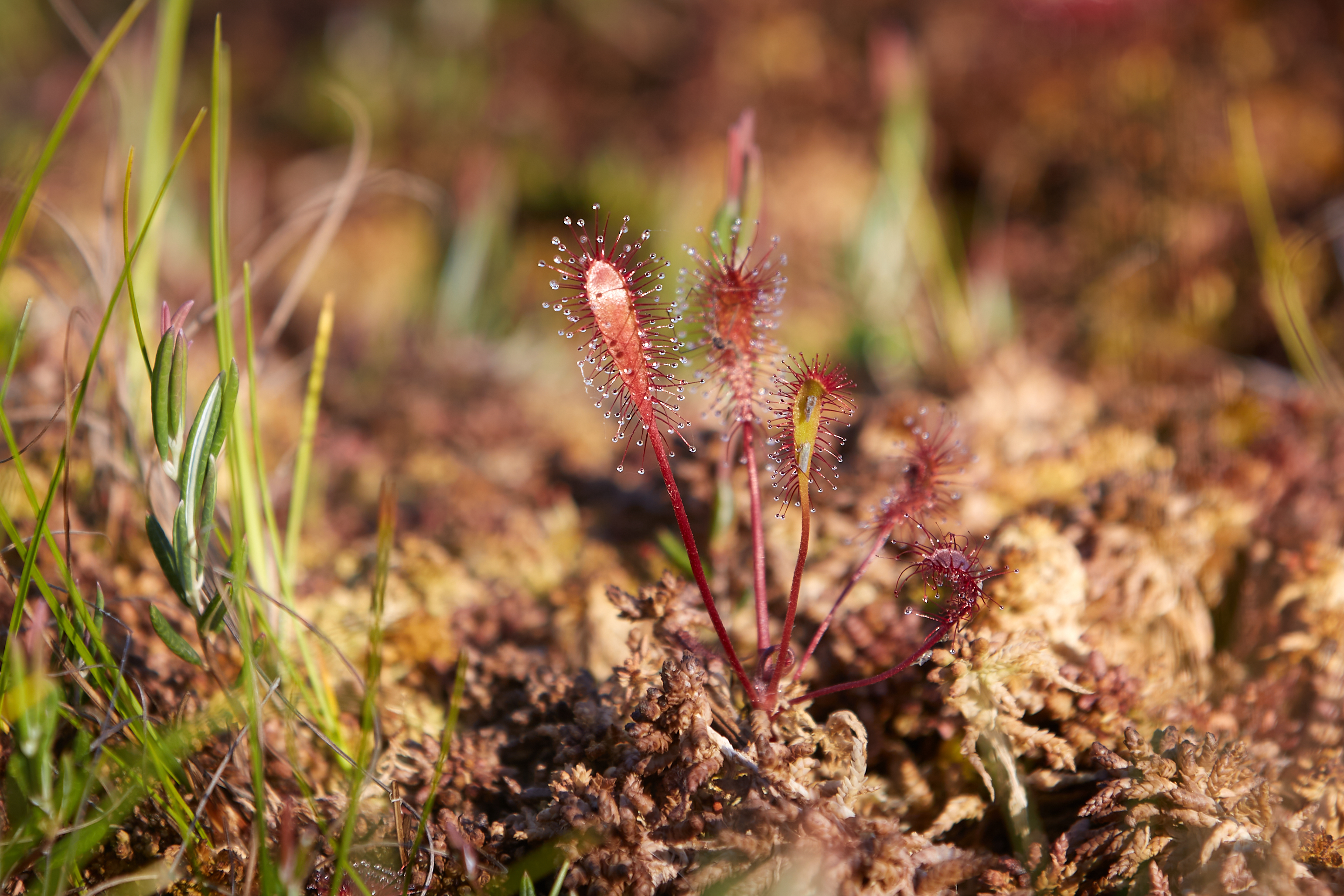
Rosiczka długolistna (2020)
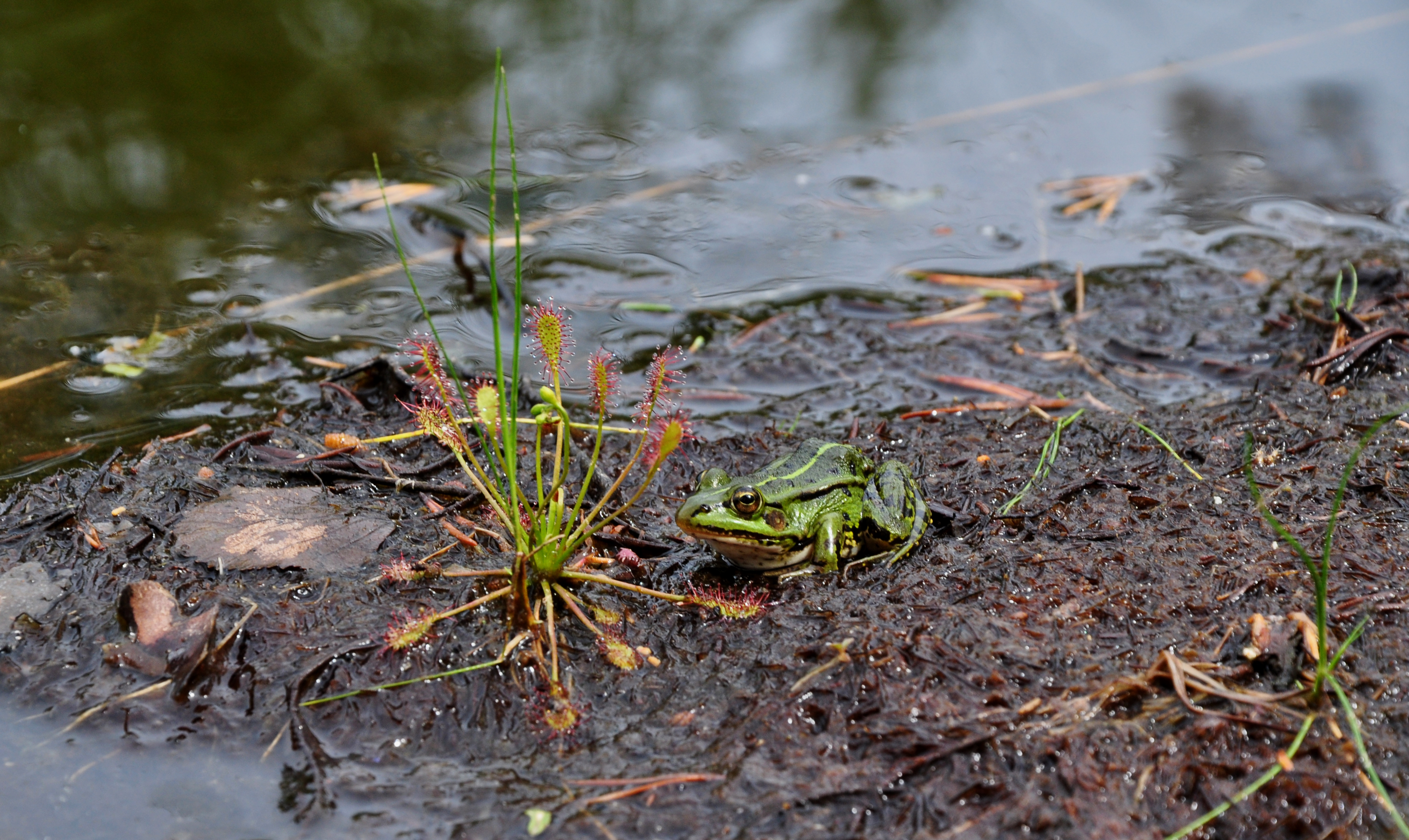
Rosiczka długolistna i żaba wodna (2011)